# I. Ardasír szászánida király
I. Ardasír (Ardaḫšir, 180 körül – 241 szeptembere) az Újperzsa Birodalom vagy Szászánida Birodalom alapítója, aki először Istakr uralkodója volt (208–241), majd Perzsia ura, „a királyok királya” (sahinsah) (226–241), miután legyőzte a Pártus Birodalom utolsó királyát, IV. Ardavánt.
I. Ardasír (közép-perzsa Arđaxšēr, óperzsa Artaxšaθra, pahlavi ʼrthštr, „akinek királysága az isteni rend”) ismert Ardasír-i-Papagan („Ardasír, Papag fia”), illetve a latinizált Artaxaresz, Artaxerxész neveken is. Dinasztiája négy évszázadon keresztül uralkodott, amíg 651-ben megdöntötte a Rásidún kalifátus.

## A helyi vazallus uralkodó

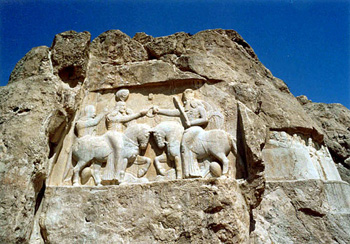
I. Ardasír domborműve, Nags-e-Rosztam, Perszepolisz közelében, Iránban.

A 2. század végén született, a mai Fársz tartományban, amely akkor a pártus Arszakida-dinasztia egyik alávetett királysága volt. Az egyik hagyomány szerint apjától, Papaktól (más írásmódban Babag) örökölte Istakr trónját, aki azt Gocsírtól ragadta el. Anyja neve Rodag volt. Mielőtt apja örökébe lépett, Darabgerd városát kormányozta és az argbad címet viselte. Papag halálával Ardasír bátyja, Sápúr lépett a trónra, Ardasír azonban fellázadt ellene és 208-ban megszerezte magának a királyi címet. Megalapította Gúr (a mai Firúzábád) városát, ahol a hegy tetején hatalmas erődöt, közelében pompás palotát építtetett magának.

## A Pártus Birodalom megdöntése
A 2. században a Pártus Birodalom határaira mindenfelől szűnni nem akaró nyomás nehezedett, és ez alaposan megingatta a pártusok hatalmát. Nyugatról a Római Birodalom, keletről a kusánok szorongatták őket, míg északon a nomádok álltak készen, hogy időről időre kihasználják a birodalom gyengeségét. A pártusok uralmát végül mégsem a birodalmat körülfogó hatalmas külső ellenségek valamelyike döntötte meg, hanem a belülről jövő, Perszisz vazallus királya, a szászánida nemzetségből való Ardasír.
Az újonnan megerősödött Szászánidáknak azonban túlságosan nagy feladat lett volna, hogy egymaguk megdöntsék a pártusok uralmát, ezért Ardasír szövetséget kötött Adiabéné és Kirkuk királyaival. 224 körül Hormizdegánnál véres csatában legyőzték és megölték Ardavánt, a pártusok királyát. Ezt az eseményt jeleníti meg egy 18 méter hosszú fríz, amelyet Firúzábád közelében a szászánida út mentén magasan a hegy oldalába vájtak.

## A Szászánida Birodalom kiépítése
A hormizdegáni csata a pártus király vereségével és halálával végződött ugyan, de ezzel korántsem szűnt meg az ellenállás az egykori pártus területeken. A nagy feudális családok közül némelyek behódoltak, mások ellenálltak. Ardasírnak végül is sikerült minden ellenfelével leszámolnia, kivéve Armenia Magna királyát. Ardasír keleten uralma alatt tartotta a Merv oázist, és feltehetően a kusánokat is leigázta.
A római források szerint Ardasír célja az volt, hogy helyreállítsa az Óperzsa Birodalmat. Először a 220-as évek vége felé ütközött meg a rómaiakkal, és kezdetben sikereket ért el. 230-ban ostrom alá veszi Niszibiszt, miközben seregei mélyen a római provincia, Szíria belsejében fosztogattak. A rómaiak békekötési kísérlete megbukott, így 232-ben ellentámadásra indultak , amely elég sikeresnek bizonyult ahhoz, hogy Rómában diadalmenettel ünnepeljék meg. Ardasír a 230-as évek vége felé tért vissza a mezopotámiai hadszíntérre, 238 körül bevette Harránt és Niszibiszt, még Hatra falai közé is sikerült betörnie, amelyet korábban Traianus, Septimius Severus és egyszer ő maga is hiába ostromolt. Hatra kifosztása után a város elnéptelenedett, és a hatrai uralkodóknak „a sivatag urainak” a szerepét a Lakhmida-dinasztia vette át Hirában.

### Reformjai
Az egykori Pártus Birodalom bukásában számos tényező játszott közre, az egyik legfontosabb az erős központi kormányzat hiánya volt. Ardasír a kulcsfontosságú tartományokba saját családja tagjait nevezte ki kormányzónak, és nagyszámú hivatalnokot alkalmazott. Másik nagy újítása volt, hogy hivatalos államvallást vezetett be. Ez merev társadalmi osztálytagozódást eredményezett az Avesztában lefektetett elveknek megfelelően. Az Aveszta társadalmi osztályai papokból, harcosokból és dolgozókból álltak, ehhez a hármashoz illesztették hozzá a hivatalnokok osztályát, amely a harcosok után, de a földművesek és kézművesek előtt kapott helyet. E két reform bevezetésére feltehetően nemcsak az a cél ösztönözte, hogy leküzdje a késő pártus kor már-már teljes anarchiáját, hanem az is, hogy e reformok az iráni nacionalizmus újjászületésének kiindulópontjává legyenek. Azt hangoztatta, hogy a szeleukidák és a pártusok dinasztiája idegen volt, míg a Szászánidák hatalomra kerülésével az akhaimeniddák dicsősége tér vissza. Ardasír ily módon megteremtette birodalmának vallási és katonai céljait.
Sürgős reformra szorult még a szétzilálódott pénzverés. Ardasír nyolc különféle típusú érmét veretett. A király az érméken szemből vagy profilból látszott.
Ardasír új fejfedőt alakított ki, egy egyszerű, kerek sapkát a fejtetőn, fölötte selyemfátyolba burkolt „hajgömb”-bel. Ez a gömb a „korümbosz” a dinasztia jelképévé lett, akárcsak az a szokás, hogy minden király külön, egyéni koronát viselt. Ezek a koronák idővel olyan mívessé és súlyossá lettek, hogy csak a mennyezetről, láncon lelógatva lehetett őket viselni.
A király Ardasír-Khurrában (Ardasír dicsősége, később az elnevezés Gúrra rövidült) , a mai Firúzábádban építtette fel új városát és fejedelmi épületeit, még azelőtt, hogy Artabanoszt legyőzte volna. Első építménye feltehetően a jól kiépített palotaerőd (Qaleh-e Dukhtar) volt, amely egy hegy tetején állt, és a Sirázba vezető utat uralta. A Qaleh-e Dukhtar, azaz a „Hajadon vára” nevű erődpalota háromszintes építmény volt.

### Művészet
Ardasír Fársz tartomány szikláiba vésetett domborművei gyökeresen új művészetet teremtettek. A következő1 50 évben csaknem valamennyi király készíttetett sziklareliefeket, és ez a hagyomány azután egészen a szászánida kor végéig fennmaradt. Ardasír első két domborművét Firúzábádban, a szászánida út mentén vésték sziklába: az egyik egy drámai harci jelenet, a hormizdegáni csatának állít emléket, ahol Ardasír győzelmet aratott a pártus uralkodó felett. A jelenet azt mutatja, hogy három szászánida lovag döntő győzelmet arat ellenfelei felett. A lovagokat páncél védi, és címerpajzs különbözteti meg. A legelső páros Ardasír és Artabanosz, a második Sápúr koronaherceg és a pártus nagyvezír, a harmadik szászánida Ardasír hű apródja, aki a király valamennyi domborművén megtalálható. A másik domborművön Ardasírt látjuk, amint Ahuramazdának, a zoroasztriánus panteon fő istenének kezéből átveszi a szalaggal díszített fejdíszt. A harci jelenetet végül is nem fejezték be, mint ahogy a koronázási jelenetet sem. Két újabb, Isztakhr város mellett készülő reliefje kedvéért Ardasír otthagyta Firúzábádot. Naqs-e Radzsab barlangját egy koronázási jelenettel díszítette, Naqs-e Rosztam nagy sziklájára pedig a koronázás és a győzelem páros témáját vésette.

## Utódlása
Ardasír 240-ben társuralkodónak maga mellé emelte fiát, Sápúrt. Közösen uralkodtak, ahogy azt a mindkettőjük fejével díszített érmék tanúsítják. Ezeken Ardasír saját megkülönböztető fejdíszét, míg Sápúr az arisztokraták magas, gömbölyű sisakját, a kolahot viselte. Saját győzelmi koronáját csak megkoronázása után tette fel. Ardasír halálának pontos dátuma nem ismeretes, valószínűleg a 240-es évek elejére tehető. Ardasír fia Sápúr alapos képzésben részesült, hogy felkészüljön a királyi hivatásra. Hormizdegánnál atyja oldalán harcolt, s társuralkodói kinevezésével a hatalom békés úton ment át a fiú kezébe.

## Fordítás
- Ez a szócikk részben vagy egészben  az   Ardashir I című angol Wikipédia-szócikk fordításán alapul.  Az eredeti cikk szerkesztőit annak laptörténete sorolja fel. Ez a jelzés csupán a megfogalmazás eredetét és a szerzői jogokat jelzi, nem szolgál a cikkben szereplő információk forrásmegjelöléseként.

| Előző uralkodó: IV. Ardaván | Szászánida király 224 – 241 | Következő uralkodó: I. Sápúr |